# Dreieck Spreewald
Dreieck Spreewald is een knooppunt in de Duitse deelstaat Brandenburg.
Op dit knooppunt sluit de A15 vanuit Cottbus aan op de A13 Berlijn-Dresden.

## Geografie
Het knooppunt ligt in de stad Lübbenau/Spreewald in het Landkreis Oberspreewald-Lausitz.
Steden en dorpen in de buurt van het knooppunt zijn Lübben, Vetschau/Spreewald, Calau en Luckau.
Nabijgelegen stadsdelen van Lübbenau/Spreewald zijn Klein Beuchow ten noorden, Klein Klessow ten oosten, Eisdorf ten zuiden en Gross Beuchow ten westen van het knooppunt.
Het knooppunt ligt ongeveer 85 km ten zuidoosten van het centrum van Berlijn, ongeveer 70 km ten zuidwesten van Frankfurt (Oder) en ongeveer 30 km ten noordwesten van Cottbus.
Net ver van het knooppunt liggen de natuurgebieden Niederlausitzer Landrücken en het Biosphärenreservat Spreewald.

## Configuratie
Knooppunt
Het is een trompetknooppunt.
Rijstrook
Nabij het knooppunt hebben beide snelwegen 2x2 rijstroken.
De verbindingsweg Berlijn>Dresden heeft 2 rijstroken, alle andere verbindingswegen hebben één rijstrook.
De A13 loopt hier in oostelijke richting naadloos over in de A15 richting Cottbus, waardoor de A13 een TOTSO-configuratie heeft.

## Verkeersintensiteiten
Dagelijks passeren ongeveer 40.000 voertuigen het knooppunt.
| Van                | Naar              | Gemiddeld aantal voertuigen per dag | Percentage vrachtverkeer |
| ------------------ | ----------------- | ----------------------------------- | ------------------------ |
| AS Lübbenau (A 13) | AD Spreewald      | 38.800                              | 16,5 %                   |
| AD Spreewald       | AS Kittlitz (A13) | 22.600                              | 14,0 %                   |
| AD Spreewald       | AS Boblitz (A15)  | 20.200                              | 18,5 %                   |

## Richtingen knooppunt
| Aansluitende wegen                  | Aansluitende wegen | Aansluitende wegen | Aansluitende wegen | Aansluitende wegen               |
| ----------------------------------- | ------------------ | ------------------ | ------------------ | -------------------------------- |
| richting Lübbenau Berlijn / Potsdam |                    |                    |                    |                                  |
|                                     |                    |                    |                    |                                  |
|                                     |                    |                    |                    |                                  |
|                                     |                    |                    |                    |                                  |
| richting Dresden / Chemnitz         |                    |                    |                    | richting Boblitz Cottbus / Forst |